# Yoon Jong-hwan
Yoon Jong-hwan (en coreano: 윤정환; nacido el 16 de febrero de 1973 en Gwangju) es un exfutbolista y actual entrenador surcoreano. Jugaba de centrocampista y su último club fue el Sagan Tosu de Japón. Actualmente dirige a JEF United Chiba de Japón.

## Trayectoria

### Clubes como futbolista
| Club                          | País          | Año         |
| ----------------------------- | ------------- | ----------- |
| Yukong Elephants / Bucheon SK | Corea del Sur | 1995 - 1999 |
| Cerezo Osaka                  | Japón         | 2000 - 2002 |
| Seongnam Ilhwa Chunma         | Corea del Sur | 2003        |
| Jeonbuk Hyundai Motors        | Corea del Sur | 2004 - 2005 |
| Sagan Tosu                    | Japón         | 2006 - 2007 |

### Selección nacional como futbolista
| Selección | Año         |
| --------- | ----------- |
| Sub-23    | 1994 - 1996 |
| Absoluta  | 1994 - 2002 |

### Clubes como entrenador
| Club                   | País          | Año             |
| ---------------------- | ------------- | --------------- |
| Sagan Tosu (juvenil)   | Japón         | 2008            |
| Sagan Tosu (asistente) | Japón         | 2009 - 2010     |
| Sagan Tosu             | Japón         | 2011 - 2014     |
| Ulsan Hyundai          | Corea del Sur | 2015 - 2016     |
| Cerezo Osaka           | Japón         | 2017 - 2018     |
| Muangthong United      | Tailandia     | 2019            |
| JEF United Chiba       | Japón         | 2020 - Presente |

## Estadísticas

### Como futbolista

#### Clubes
| Rendimiento de club | Rendimiento de club    | Rendimiento de club | Liga  | Liga  | Copa               | Copa               | Copa de la Liga | Copa de la Liga | Continental | Continental | Total | Total |
| Año                 | Club                   | Liga                | Part. | Goles | Part.              | Goles              | Part.           | Goles           | Part.       | Goles       | Part. | Goles |
| Corea del Sur       | Corea del Sur          | Corea del Sur       | Liga  | Liga  | KFA Cup            | KFA Cup            | Copa de la Liga | Copa de la Liga | Asia        | Asia        | Total | Total |
| ------------------- | ---------------------- | ------------------- | ----- | ----- | ------------------ | ------------------ | --------------- | --------------- | ----------- | ----------- | ----- | ----- |
| 1995                | Yukong Elephants       | K League 1          | 19    | 3     | -                  | -                  | 5               | 0               | -           | -           | 24    | 3     |
| 1996                | Bucheon SK             | K League 1          | 15    | 0     | 3                  | 2                  | 7               | 2               | -           | -           | 25    | 4     |
| 1997                | Bucheon SK             | K League 1          | 7     | 2     | 2                  | 0                  | 9               | 1               | -           | -           | 18    | 3     |
| 1998                | Bucheon SK             | K League 1          | 16    | 1     | 2                  | 0                  | 12              | 3               | -           | -           | 30    | 4     |
| 1999                | Bucheon SK             | K League 1          | 11    | 2     | 0                  | 0                  | 7               | 1               | -           | -           | 18    | 3     |
| Japón               | Japón                  | Japón               | Liga  | Liga  | Copa del Emperador | Copa del Emperador | Copa J. League  | Copa J. League  | Asia        | Asia        | Total | Total |
| 2000                | Cerezo Osaka           | J1 League           | 29    | 3     | 3                  | 3                  | 3               | 0               | -           | -           | 35    | 6     |
| 2001                | Cerezo Osaka           | J1 League           | 26    | 4     | 5                  | 6                  | 1               | 0               | -           | -           | 32    | 10    |
| 2002                | Cerezo Osaka           | J2 League           | 26    | 2     | 3                  | 0                  | -               | -               | -           | -           | 29    | 2     |
| Corea del Sur       | Corea del Sur          | Corea del Sur       | Liga  | Liga  | KFA Cup            | KFA Cup            | Copa de la Liga | Copa de la Liga | Asia        | Asia        | Total | Total |
| 2003                | Seongnam Ilhwa Chunma  | K League 1          | 30    | 1     | 0                  | 0                  | -               | -               | ?           | ?           |       |       |
| 2004                | Jeonbuk Hyundai Motors | K League 1          | 23    | 2     | 2                  | 0                  | 11              | 0               | ?           | ?           |       |       |
| 2005                | Jeonbuk Hyundai Motors | K League 1          | 19    | 1     | 5                  | 0                  | 12              | 1               | -           | -           | 36    | 2     |
| Japón               | Japón                  | Japón               | Liga  | Liga  | Copa del Emperador | Copa del Emperador | Copa J. League  | Copa J. League  | Asia        | Asia        | Total | Total |
| 2006                | Sagan Tosu             | J2 League           | 41    | 2     | 2                  | 0                  | -               | -               | -           | -           | 43    | 2     |
| 2007                | Sagan Tosu             | J2 League           | 26    | 1     | 0                  | 0                  | -               | -               | -           | -           | 26    | 1     |
| Total               | Corea del Sur          | Corea del Sur       | 140   | 12    |                    |                    | 63              | 8               |             |             |       |       |
| Total               | Japón                  | Japón               | 148   | 12    | 13                 | 9                  | 4               | 0               | -           | -           | 165   | 21    |
| Total carrera       | Total carrera          | Total carrera       | 288   | 24    |                    |                    | 67              | 8               |             |             |       |       |

#### Selección nacional
Fuente:
| Selección de Corea del Sur | Selección de Corea del Sur | Selección de Corea del Sur |
| Año                        | Part.                      | Goles                      |
| -------------------------- | -------------------------- | -------------------------- |
| 1994                       | 1                          | 0                          |
| 1995                       | 4                          | 0                          |
| 1996                       | 0                          | 0                          |
| 1997                       | 5                          | 0                          |
| 1998                       | 13                         | 2                          |
| 1999                       | 3                          | 0                          |
| 2000                       | 7                          | 0                          |
| 2001                       | 2                          | 0                          |
| 2002                       | 5                          | 1                          |
| Total                      | 40                         | 3                          |

##### Goles internacionales
| # | Fecha                  | Lugar                                                            | Oponente               | Gol | Resultado | Competición              |
| - | ---------------------- | ---------------------------------------------------------------- | ---------------------- | --- | --------- | ------------------------ |
| 1 | 4 de diciembre de 1998 | Estadio de la Provincia de Nakhon Sawan, Nakhon Sawan, Tailandia | Vietnam                | 3-0 | 4–0       | Juegos Asiáticos de 1998 |
| 2 | 9 de diciembre de 1998 | Estadio Rajamangala, Bangkok, Tailandia                          | Emiratos Árabes Unidos | 1-0 | 2–1       | Juegos Asiáticos de 1998 |
| 3 | 16 de mayo de 2002     | Estadio Asiad de Busan, Busan, Corea del Sur                     | Escocia                | 3-0 | 4–1       | Partido amistoso         |

##### Participaciones en fases finales
| Torneo                          | Sede                 | Resultado        | Partidos | Goles |
| ------------------------------- | -------------------- | ---------------- | -------- | ----- |
| Juegos Olímpicos de 1996        | Atlanta              | Primera fase     | 3        | 1     |
| Juegos Asiáticos de 1998        | Bangkok              | Cuartos de final | 0        | 0     |
| Copa de Oro de la Concacaf 2000 | Estados Unidos       | Primera fase     | 0        | 0     |
| Copa Asiática 2000              | Líbano               | Tercer puesto    | 4        | 0     |
| Copa Confederaciones 2001       | Corea del Sur/ Japón | Primera fase     | 0        | 0     |
| Copa Mundial de Fútbol de 2002  | Corea del Sur/ Japón | Cuarto puesto    | 0        | 0     |

## Palmarés

### Como futbolista

#### Títulos nacionales
| Título                   | Club                   | País          | Año   |
| ------------------------ | ---------------------- | ------------- | ----- |
| Copa de la Liga de Corea | Yukong Elephants       | Corea del Sur | 1996  |
| Copa de la Liga de Corea | Bucheon SK             | Corea del Sur | 2000s |
| Supercopa de Corea       | Jeonbuk Hyundai Motors | Corea del Sur | 2004  |
| Korean FA Cup            | Jeonbuk Hyundai Motors | Corea del Sur | 2005  |

### Como entrenador

#### Títulos nacionales
| Título             | Club         | País  | Año  |
| ------------------ | ------------ | ----- | ---- |
| Copa J. League     | Cerezo Osaka | Japón | 2017 |
| Copa del Emperador | Cerezo Osaka | Japón | 2017 |
| Supercopa de Japón | Cerezo Osaka | Japón | 2018 |

#### Distinciones individuales
| Distinción                         | Año  |
| ---------------------------------- | ---- |
| Entrenador del Año de la J. League | 2017 |